# Devon Wilson
Devon Wilson (ur. 20 października 1943 w Milwaukee, zm. 2 lutego 1971 w Nowym Jorku) – amerykańska tzw. „supergroupie”.
W wieku 15 lat opuściła rodzinny dom w Milwaukee i przeniosła się do Las Vegas, została wtedy prostytutką. Była związana z takimi artystami jak Jimi Hendrix, Mick Jagger, Brian Jones, Eric Clapton, Duane Allman, Miles Davis, Quincy Jones i z wieloma innymi. 
Hendrix zadedykował jej swój utwór „Dolly Dagger”. Zginęła w niewyjaśnionych okolicznościach w lutym 1971, wypadając przez okno nowojorskiego hotelu Chelsea.